# Gratia Schimmelpenninck van der Oye
Gratia Maria Margaretha baronesse Schimmelpenninck van der Oye (Doorn, 10 juli 1912 – Den Haag, 12 februari 2012) was een Nederlands skikampioene, sportbestuurster en onderneemster.

## Biografie
Schimmelpenninck van der Oye was een dochter van Alphert Schimmelpenninck van der Oye. Toen zij geboren werd was haar vader burgemeester van Doorn, later werd hij voorzitter van het Nederlands Olympisch Comité in de tijd van de Olympische Zomerspelen van 1928 in Amsterdam. Haar moeder was Henriette Fréderique Suzanne Huyssen van Kattendijke. Gratia groeide deels op in Kitzbühel, Oostenrijk, waar zij in aanraking kwam met de skisport.
Bij de wereldkampioenschappen alpineskiën van 1935 eindigde ze op de zesde plaats op de afdaling in Kitzbühel. In 1936 was zij de eerste Nederlandse vrouwelijke deelnemer aan de Olympische Winterspelen. Tijdens haar wedstrijd in Garmisch-Partenkirchen kwam zij tweemaal ten val. Zij eindigde op de veertiende plaats in het klassement. Ze behaalde haar laatste Nederlandse kampioenschap in 1947.

## Na haar skicarrière
In 1939 trouwde ze met Henri van den Bergh (1905-1977). Het echtpaar woonde in Wassenaar en had vier kinderen. In 1971 werd het huwelijk door echtscheiding ontbonden. Na haar actieve skicarrière was Gratia Schimmelpenninck tweemaal jurylid bij het alpineskiën op de Olympische Spelen en was ze ook bestuurslid van de FIS, de mondiale skibond. In de jaren zeventig verkreeg zij opnieuw nationale bekendheid, ditmaal door haar dieetclub Gratia Club voor Slankblijvers. Deze richtte zij in 1969 op en was in 1973 een landelijke organisatie met 4000 deelnemers. Eind 1973 nam het Amerikaanse Weight Watchers de aandelen over en ging het bedrijf verder als Weight Watchers Nederland. Schimmelpenninck van der Oye was tot medio 1978 algemeen directeur. In 1997 werd Gratia Schimmelpenninck door de Nederlandse Ski Vereniging benoemd tot erelid.
In 1994 was Gratia Schimmelpenninck te gast bij het radioprogramma Met het Oog op Morgen. Er werd haar gevraagd hoe ze over de politieke kant van de Spelen dacht. Haar antwoord was: "Kijk, in 1936 wisten we eigenlijk nog vrij weinig hoe het allemaal in Duitsland toeging. Nee, daar dachten we niet zo aan. Je wist ook niet wat je later wist."

## Record
Zij was de enige Nederlandse skiester die een hoog internationaal niveau bereikte. Volgens olympisch historicus Ton Bijkerk van de International Society of Olympic Historians was zij eind 2011 de oudste nog in leven zijnde Nederlander die ooit heeft deelgenomen aan de Olympische Spelen.